# Lyman Good
Lyman Good (Nova Iorque, 26 de maio de 1985) é um lutador norte-americano de artes marciais mistas, atualmente compete no peso-meio-médio do Ultimate Fighting Championship. Good ganhou o Torneio de Meio Médios da Primeira Temporada.

## Biografia
Lyman Good nasceu e foi criado na parte espanhola de Harlem em New York, criado com suas duas irmãs por apenas sua mãe. Após uma infância problemática, a mãe de Lyman percebeu que seu filho envolvido com Artes Marciais seria uma boa maneira de ele liberar sua raiva.
Lyman subiu rapidamente nos rankings de MMA e agora é considerado um dos melhores lutadores dos meio médios e médios no Nordeste.
Fora de combate, Lyman é também Sensei/instrutor para a Tiger Schulmann Mixed Martial Arts em Manhattan, NY.

## Carreira no MMA

### Começo da carreira
Lyman começou sua carreira de lutador em 2005, na promoção do Ring of Combat. Em sua segunda luca, contra John Zecchino, ele fraturou sua mão no começo da luta. Apesar desse fato, ele venceu a luta por nocaute técnico no segundo round. Lyman continuou a lutar na promoção do Ring of Combat, bem como no IFL e outras promoções menores.
Nas semifinais do IFL 2007 ele lutou contra o participante do TUF 7 Mike Dolce em uma das lutas preliminares. Good controlou a luta no chão no segundo round, ganhou uma vantagem em pé no terceiro, e venceu por decisão unânime.
Em sua última aparição na promoção do Ring of Combat, no ROC 17, ele enfrentou Alexis Aquino. Good dominou o primeiro round com sua trocação, e enquanto Aquino dominou o segundo round, Lyman retomou o controle da luta no terceiro, e venceu a luta por decisão unânime, com 29-28 nas três pontuações. O ROC 17, incluindo a luta entre Good e Aquino, foi televisionado ao vivo na HDNet Fights.
Além das lutas de MMA, Good participou de três lutas de kickboxing no Chuck Norris World Combat League, vencendo as três.

### Bellator Fighting Championships
Antes de assinar um contrato com o Bellator, Lyman assinou com o EliteXC, antes da promoção falir. Sua primeira luta no EliteXC era esperada para ser contra Paul Daley. Duas semanas antes de sua primeira luta no Torneio de Meio Médios do Bellator, ele foi destaque na ESPN, fazendo um segmento para o programa ESPN Rise. Como parte da preparação para o torneio, Lyman passou várias semanas dormindo em uma gaiola de MMA nas instalações de Tiger Schulmann em Elmwood Park, Nova Jérsei, a fim de se preparar mentalmente para a luta.
Sua primeira luta no torneio aconteceu no Bellator 2, contra Hector Urbina, Good dominou o primeiro round com seus ataques poderosos e no segundo round Urbina foi capaz de pegar a montada, mas Good rapidamente reverteu e derrotou Urbina com um mata-leão. Nas semifinais do torneio no Bellator 7, ele derrotou Jorge Ortiz e avançou às finais. Seu oponente na final do torneio, Omar De La Cruz, derrotou Dave Menne no mesmo evento por nocaute técnico.
As finais do torneio aconteceram no Bellator 11. Lyman conseguiu uma queda no começo do primeiro round, prendendo De La Cruz contra a grade, e abriu caminho para uma vitória por nocaute técnico. Após a luta, Lyman foi coroado o primeiro Campeão Meio Médio do Bellator. Em sua primeira defesa de título em 21 de outubro de 2010 Good enfrentou a estrela em ascensão Ben Askren, Askren foi capaz de derrubá-lo e controlá-lo, apesar de ter sido atingido com uma pedalada e quase ser pego em um triângulo no último minuto da luta. Good perdeu por decisão unânime, perdendo o Cinturão Peso Meio Médio do Bellator.
Em 5 de março de 2011, Good estreou nas quartas de final do Torneio de Meio Médios da Quarta Temporada contra prospecto Chris Lozano, ele venceu a luta por decisão unânime.
Em 2 de abril de 2011, nas semifinais, Good enfrentou o especialista em judô Rick Hawn no Bellator 39, perdendo por uma controversa decisão dividida e saindo do torneio.
Good era esperado para enfrentar Dan Hornbuckle no Bellator 44 na luta classificatória para o Torneio de Meio Médios da Quinta Temporada, mas Good sofreu uma lesão no tendão que o forçou a sair da luta.
Em 13 de abril de 2012, Good enfrentou LeVon Maynard no Bellator 65 na luta classificatória para o Torneio de Meio Médios da Sétima Temporada, venceu por nocaute em apenas 13 segundos do primeiro round.
Em 28 de setembro de 2012, Good enfrentou o lutador britânico Jim Wallhead no Bellator 74 nas quartas de finais do torneio e venceu por decisão unânime.
Em 26 de outubro de 2012, Good enfrentou Michail Tsarev no Bellator 78 nas semifinais, vencendo por nocaute técnico no segundo round.
Em 30 de novembro de 2012, Good enfrentou Andrey Koreshkov no Bellator 82 na Final do torneio e perdeu por decisão unânime.

### The Ultimate Fighter
Em Março de 2014 foi anunciado a lista de participantes do The Ultimate Fighter: Team Edgar vs. Team Penn, nesta lista estava o nome de Good. No entanto, ele foi derrotado logo na luta de eliminação e nem sequer entrou na casa, foi derrotado por Ian Stephens por decisão unânime após dois rounds.

### Ultimate Fighting Championship
Good agora estreou no UFC substituindo Edgar Garcia e enfrentando Andrew Craig em 15 de Julho de 2015 no UFC Fight Night: Mir vs. Duffee. Ele venceu a luta por nocaute técnico no segundo round.
Ele era esperado para enfrentar Omari Akhmedov em 10 de Dezembro de 2015 no UFC Fight Night: Namajunas vs. VanZant. No entanto, uma lesão tirou Good do evento e ele foi substituído por Sérgio Moraes.

## Campeonatos e realizações
- Bellator Fighting Championships
  - Título dos Meio Médios (Uma vez, Primeiro)
  - Vencedor do Torneio de Meio Médios da 1ª Temporada
  - Finalista do Torneio de Meio Médios da 7ª Temporada

- Cage Fury Fighting Championships
  - Título Meio-Médio (Uma vez, Atual)

## Cartel no MMA
| Cartel no MMA   |             |            |
| 28 lutas        | 21 vitórias | 6 derrotas |
| Por nocaute     | 11          | 0          |
| Por finalização | 3           | 1          |
| Por decisão     | 7           | 5          |
| No contest      | 1           | 1          |

| Res.    | Cartel   | Oponente          | Método                               | Evento                                  | Data       | Round | Tempo | Local                        | Notas                                                                                     |
| ------- | -------- | ----------------- | ------------------------------------ | --------------------------------------- | ---------- | ----- | ----- | ---------------------------- | ----------------------------------------------------------------------------------------- |
| Derrota | 21-6 (1) | Belal Muhammad    | Decisão (unânime)                    | UFC on ESPN: Blaydes vs. Volkov         | 20/06/2020 | 3     | 5:00  | Las Vegas, Nevada            |                                                                                           |
| Vitória | 21-5 (1) | Chance Rencountre | Nocaute Técnico (socos)              | UFC 244: Masvidal vs. Diaz              | 02/11/2019 | 3     | 2:03  | Nova Iorque, Nova Iorque     |                                                                                           |
| Derrota | 20-5 (1) | Demian Maia       | Finalização (mata-leão em pé)        | UFC Fight Night: Assunção vs. Moraes II | 02/02/2019 | 1     | 2:38  | Fortaleza                    |                                                                                           |
| Vitória | 20-4 (1) | Ben Saunders      | Nocaute (socos)                      | UFC 230: Cormier vs. Lewis              | 03/11/2018 | 1     | 1:32  | Nova Iorque, Nova Iorque     |                                                                                           |
| Derrota | 19-4 (1) | Elizeu dos Santos | Decisão (dividida)                   | UFC on Fox: Weidman vs. Gastelum        | 22/07/2017 | 3     | 5:00  | Long Island, Nova York       | Luta da Noite.                                                                            |
| Vitória | 19-3 (1) | Andrew Craig      | Nocaute Técnico (socos)              | UFC Fight Night: Mir vs. Duffee         | 15/07/2015 | 2     | 3:37  | San Diego, Califórnia        | Estreia no UFC.                                                                           |
| Vitória | 18-3 (1) | Nah-shon Burrell  | Finalização (mata-leão)              | CFFC 48                                 | 09/05/2015 | 1     | 3:47  | Atlantic City, Nova Jersey   | Ganhou o Título Meio-Médio Vago do CFFC.                                                  |
| Vitória | 17-3 (1) | Micah Terrill     | Finalização (mata-leão)              | CFFC 45                                 | 07/02/2015 | 1     | 3:47  | Atlantic City, Nova Jersey   |                                                                                           |
| NC      | 16-3 (1) | Jonavin Webb      | Sem Resultado                        | CFFC 43                                 | 01/11/2014 | 3     | 3:43  | Atlantic City, Nova Jersey   | Pelo Título Meio-Médio do CFFC.                                                           |
| Vitória | 16-3     | Matt Secor        | Nocaute (socos)                      | CFFC 36                                 | 21/06/2014 | 1     | 4:21  | Morristown, Nova Jersey      |                                                                                           |
| Vitória | 15–3     | Dante Rivera      | Decisão (unânime)                    | Bellator 95                             | 04/04/2013 | 3     | 5:00  | Atlantic City, New Jersey    |                                                                                           |
| Derrota | 14–3     | Andrey Koreshkov  | Decisão (unânime)                    | Bellator 82                             | 30/11/2012 | 3     | 5:00  | Mt. Pleasant, Michigan       | Final do Torneio de Meio-Médios da 7ª Temporada.                                          |
| Vitória | 14–2     | Michail Tsarev    | Nocaute Técnico (socos)              | Bellator 78                             | 26/10/2012 | 2     | 3:54  | Dayton, Ohio                 | Semifinal do Torneio de Meio-Médios da 7ª Temporada.                                      |
| Vitória | 13–2     | Jim Wallhead      | Decisão (unânime)                    | Bellator 74                             | 28/09/2012 | 3     | 5:00  | Atlantic City, New Jersey    | Quartas de Final do Torneio de Meio-Médios da 7ª Temporada.                               |
| Vitória | 12–2     | LeVon Maynard     | Nocaute (soco)                       | Bellator 65                             | 13/04/2012 | 1     | 0:13  | Atlantic City, New Jersey    | Por uma vaga no Torneio de Meio Médios da 7ª Temporada.                                   |
| Derrota | 11–2     | Rick Hawn         | Decisão (dividida)                   | Bellator 39                             | 02/04/2011 | 3     | 5:00  | Uncasville, Connecticut      | Semifinal do Torneio de Meio Médios da 4ª Temporada.                                      |
| Vitória | 11–1     | Chris Lozano      | Decisão (unânime)                    | Bellator 35                             | 05/03/2011 | 3     | 5:00  | Lemoore, Califórnia          | Quartas de Final do Torneio de Meio Médios da 4ª Temporada.                               |
| Derrota | 10–1     | Ben Askren        | Decisão (unânime)                    | Bellator 33                             | 21/10/2010 | 5     | 5:00  | Filadélfia, Pensilvânia      | Perdeu o Cinturão Meio-Médio do Bellator.                                                 |
| Vitória | 10–0     | Omar de la Cruz   | Nocaute Técnico (socos)              | Bellator 11                             | 12/06/2009 | 1     | 1:47  | Uncasville, Connecticut      | Final do Torneio de Meio-Médios da 1ª Temporada. Ganhou o Cinturão Meio-Médio do Bellator |
| Vitória | 9–0      | Jorge Ortiz       | Nocaute Técnico (interrupção médica) | Bellator 7                              | 15/05/2009 | 2     | 4:37  | Chicago, Illinois            | Semifinal do Torneio de Meio Médios da 1ª Temporada.                                      |
| Vitória | 8–0      | Hector Urbina     | Finalização Técnica (mata-leão)      | Bellator 2                              | 10/04/2009 | 2     | 3:22  | Uncasville, Connecticut      | Quartas de Final do Torneio de Meio Médios da 1ª Temporada.                               |
| Vitória | 7–0      | Alexis Aquino     | Decisão (unânime)                    | Ring of Combat XVIII                    | 07/03/2008 | 3     | 5:00  | Atlantic City, Nova Jersey   |                                                                                           |
| Vitória | 6–0      | Mike Dolce        | Decisão (unânime)                    | IFL: 2007 Semi-Finals                   | 02/08/2007 | 3     | 4:00  | East Rutherford, Nova Jersey |                                                                                           |
| Vitória | 5–0      | Doug Gordon       | Decisão (unânime)                    | Cage Fury Fighting Championships 5      | 23/06/2007 | 3     | 3:00  | Atlantic City, Nova Jersey   |                                                                                           |
| Vitória | 4–0      | Erik Charles      | Nocaute Técnico (interrupção médica) | Ring of Combat XIV                      | 27/04/2007 | 1     | 5:00  | Atlantic City, Nova Jersey   |                                                                                           |
| Vitória | 3–0      | Julio Cruz        | Nocaute Técnico (socos)              | World's Best Fighter: USA vs. Asia      | 03/02/2007 | 2     | 0:29  | Atlantic City, Nova Jersey   |                                                                                           |
| Vitória | 2–0      | John Zecchino     | Nocaute Técnico (socos)              | Ring of Combat X                        | 16/04/2006 | 2     | 3:37  | Atlantic City, Nova Jersey   |                                                                                           |
| Vitória | 1–0      | Adam Fearon       | Decisão (unânime)                    | Ring of Combat IX                       | 29/10/2005 | 3     | 5:00  | Asbury Park, Nova Jersey     |                                                                                           |